# ناندو رافائيل
ناندو رافائيل (بالألمانية: Nando Rafael)‏ (10 يناير 1984 أنغولا - ) هو لاعب كرة قدم ألماني.

## وصلات خارجية
ناندو رافائيل على موقع الاتحاد الأوربي (الإنجليزية)
- ناندو رافائيل على موقع قاعدة بيانات كرة القدم.إي يو (الإنجليزية)
- ناندو رافائيل على موقع بيانات كرة القدم. دي إي (الألمانية)
- ناندو رافائيل على موقع ناشيونال فوتبول تيمز (الإنجليزية)
- ناندو رافائيل على موقع عالم كرة القدم.نت (الإنجليزية)
- ناندو رافائيل على موقع AS.com (الإسبانية)